# Минвалиев, Константин Княмутдинович
Константин Княмутдинович Минвалиев — сотрудник Министерства внутренних дел Российской Федерации, лейтенант милиции, погиб при исполнении служебных обязанностей, кавалер ордена Мужества (посмертно).

## Биография
Константин Княмутдинович Минвалиев родился 25 мая 1969 года в городе Яхроме Московской области. В 1994 году поступил на службу в органы Министерства внутренних дел Российской Федерации. Служил оперуполномоченным в Дмитровском районном отделе внутренних дел.
18 июля 1995 года Минвалиев зашёл в коммерческую палатку, располагавшуюся напротив автобусной остановки в посёлке РТС города Дмитрова Московской области, с целью побеседовать на служебную тему. В это время в палатку ворвались четверо вооружённых мужчин, которые стали угрожать продавцу, чтобы тот отдал им продукты и имеющиеся в кассе деньги. Минвалиев был захвачен преступниками, но, воспользовавшись моментом, сумел вырваться от них и, перебежав Внуковское шоссе, достал табельное оружие и сделал предупредительный выстрел в воздух.
Согласно некоторым публикациям, Минвалиев проезжал мимо палатки, когда оттуда вышли преступники, и, опознав в двух из них разыскиваемых за стрельбу 7 июля 1995 года в аэропорту «Шереметьево», принял решение попытаться задержать их.
В завязавшейся перестрелке трое преступников были ранены, но и сам Минвалиев получил тяжёлое ранение в грудь, от которого скончался по дороге в лечебное учреждение в автомашине «Скорой помощи». Впоследствии преступники были задержаны и осуждены.
Указом Президента Российской Федерации лейтенант милиции Константин Княмутдинович Минвалиев посмертно был удостоен ордена Мужества.

## Память
- В честь Минвалиева названа улица в городе Дмитрове[2].